# Cristelos, Boim e Ordem
Cristelos, Boim e Ordem (oficialmente: União das Freguesias de Cristelos, Boim e Ordem) é uma freguesia portuguesa do município de Lousada, com 10,36 km² de área e 7552 habitantes (censo de 2021). A sua densidade populacional é 729 hab./km².

## História
Foi criada aquando da reorganização administrativa de 2012/2013,  resultando da agregação das antigas freguesias de Cristelos, Boim e Ordem.

## Demografia
A população registada nos censos foi:
| Distribuição da População por Grupos Etários | Distribuição da População por Grupos Etários | Distribuição da População por Grupos Etários | Distribuição da População por Grupos Etários | Distribuição da População por Grupos Etários | Distribuição da População por Grupos Etários |
| -------------------------------------------- | -------------------------------------------- | -------------------------------------------- | -------------------------------------------- | -------------------------------------------- | -------------------------------------------- |
| Antes da agregação                           |                                              |                                              |                                              |                                              |                                              |
| Ano                                          | 0-14 anos                                    | 15-24 anos                                   | 25-64 anos                                   | >= 65 anos                                   | Total                                        |
| 2001                                         | 1399                                         | 1077                                         | 3304                                         | 485                                          | 6265                                         |
| 2011                                         | 1394                                         | 1024                                         | 4256                                         | 669                                          | 7343                                         |
| Após a agregação                             |                                              |                                              |                                              |                                              |                                              |
| Ano                                          | 0-14 anos                                    | 15-24 anos                                   | 25-64 anos                                   | >= 65 anos                                   | Total                                        |
| 2021                                         | 1070                                         | 1038                                         | 4352                                         | 1092                                         | 7552                                         |